# علعلانيات
العلعلانيات (الاسم العلمي: Tapisciaceae)، فصيلة نباتات مُزهرة. حتى وقت قريب، تم التخلي عنها من قبل خبراء التصنيف، ولم يتم الأعتراف بها في نظام نظام المجموعة الثانية لعلم تطور سلالات مغطاة البذور لعام 2003. ومع ذلك، فينظام المجموعة الثالثة لعلم تطور سلالات مغطاة البذور
،أُعيد الأعتراف بها لتشمل جنسي علعلان وHuertea، وستة أنواع.